# Дилле, Вилли
Вилли Дилле (нидерл. Willie Dille; 2 июня 1965, Гаага, Нидерланды — 8 августа 2018, там же) — нидерландский политик, депутат от голландской ультраправой «Партии свободы», известная своими исламофобскими и антииммиграционными взглядами.

## Биография
Её высказывания и предложения вызывали большую критику и споры в обществе. Она неоднократно обвинялась в разжигании религиозной розни. По собственному признанию, в марте 2017 года она была похищена группой мусульман (предположительно марокканцев) и была ими же изнасилована. В организации этого преступления она обвинила своего оппонента — бывшего соратника по ультраправой партии, а ныне советника промусульманской «Партии единства» Арнуда ван Доорна.
Совершила самоубийство 8 августа 2018 года. Арнуд ван Доорн отверг все обвинения и заявил о готовности подать в суд за клевету.
Вилли Дилле была замужем, у неё было 4 детей.